# Vandœuvre
Die Vandœuvre (im Unterlauf auch Long genannt) ist ein Fluss in Frankreich, der in den Regionen Centre-Val de Loire und Pays de la Loire verläuft. Sie entspringt im nordwestlichen Gemeindegebiet von Rouziers-de-Touraine, entwässert generell Richtung Nordwest entlang der Autobahn A28 und mündet nach rund 22 Kilometern im Gemeindegebiet von Dissay-sous-Courcillon als rechter Nebenfluss in den Escotais. 
Auf ihrem Weg durchquert die Vandœuvre die Départements Indre-et-Loire und Sarthe.

## Orte am Fluss
(Reihenfolge in Fließrichtung)
- Sécheresse, Gemeinde Beaumont-Louestault
- Neuvy-le-Roi
- Bueil-en-Touraine
- Villebourg
- Dissay-sous-Courcillon